# Amou, Landes

Amou este o comună în departamentul Landes din sud-vestul Franței. În 2009 avea o populație de 1.577 de locuitori.

## Evoluția populației
| An        | 1975  | 1982  | 1990  | 1999  | 2006  | 2009  |
| --------- | ----- | ----- | ----- | ----- | ----- | ----- |
| Populație | 1.427 | 1.462 | 1.481 | 1.452 | 1.567 | 1.577 |